# 聖公會主風小學
聖公會主風小學（英語：S.K.H. Holy Spirit Primary School）位於香港新界沙田瀝源邨，創立於1976年。現任校長是鄭思思女士。

## 歷史
聖公會主風小學創立於1976年，當時中華聖公會港澳教區本著傳道服務「興學培才」的宗旨，決定在沙田瀝源邨興建一所小學，以應付急劇增加的學位需求。經過多方面的奔波籌劃，終於在1976年建成一所政府津貼的小學。直至2000年，由於當時香港政府積極推動把半日制學校轉制成為全日制學校，主風小學亦向政府申請，把原來的上、下午校分拆成為兩家學校，得到政府批准，並獲批准使用位於馬鞍山錦泰苑預留與興建新校的校址。由於新校的前身是聖公會主風小學的上午校，加上學校位於馬鞍山，所以新校亦順理成章地命名為聖公會馬鞍山主風小學；而原聖公會主風小學的下午校轉制成為全日制，繼續稱為聖公會主風小學，在瀝源邨的原校舍營運。

## 校舍
學校位於沙田瀝源邨，樓高7層，有標準課室24間、禮堂一個、操場2個及特別室8間，設備完善。學校禮堂可容納全校師生聚會，並有有蓋操場及多用途活動空地，以供學生上課及活動之用。
8間特別室分別是STEM教學室1間、視覺藝術室1間、音樂室2間、圖書館1間、活動室2間、英語活動室1間。

## 學校特色
由於學校的基督教背景，所以該校自開辦以來，一向注重學生學習表現、品德修養、課外活動及靈性栽培，以期達到全人教育的目的。在推展校務方面，該校設有行政委員會、校務組、訓育組、活動組、宗教組等，分別負責校內之各項事務。

## 法團校董會

### 註冊辦學團體校董
校監葉子良牧師、陳尚芸小姐、彭長緯先生、冼麗芳女士、鄭文慧小姐、廖文廣先生

### 校長校董
鄭思思校長

### 家長校董
黃家寶先生、潘建安先生(替代校董)

### 教員校董
陳嘉敏副校長、黃世華副校長(替代校董)

### 校友校董
陳俊軒先生

## 家長教師會

### 當然顧問
鄭思思校長

### 主席
黃家寶先生

### 副主席
王梅燕女士、黃世華副校長

### 秘書
黃詩嘉女士、麥佩欣老師

### 司庫
陳秀芳女士，孫   毅主任

### 教育
邱雅玲女士、柯幗珊老師

### 康樂
駱碧芬女士、梁嘉傑主任

### 學術
黃佩珍女士、黃偉堅主任

### 總務
盧美琪女士、呂逸韻女士、潘穎兒老師

## 軼事及事件
- 於1973年，同區瀕臨清拆的沙田信義學校亦有申請此校舍搬遷，但不果[3]，最終在清拆同年才爭取到同區禾輋邨另一校舍。

## 著名/傑出校友
- 方東昇：香港無線電視新聞從業員
- 甄紹南：屯門區議員
- 曾德軒：香港男子保齡球運動員[4]
- 湯加文：香港女演員[5]
- 陳智衡：建道神學院基督教與中國文化研究中心主任及兼任助理教授 (1987年小六)[6]
- 張錦雯：於某診所擔任登記護士
- 張栢豪：香港警察警員
- 林家齊：私人健身教練

## 外部連結
- 學校網址